# Ken (merilo)
Ken (間) je tradicionalna japonska enota za dolžino, enaka šestim japonskim čevljem (šaku). Natančna vrednost se je spreminjala glede na čas in lokacijo, vendar je bila na splošno malo krajša od 2 metrov. Zdaj je standardizirana kot 1,82 m.
Čeprav jo je večinoma izpodrinil metrični sistem, je ta enota pogosta mera v japonski arhitekturi, kjer se uporablja kot razmerje za intervale med stebri stavb v tradicionalnem slogu. V tem kontekstu se običajno prevaja kot polje. Dolžina se pojavlja tudi v drugih kontekstih, kot je standardna dolžina palice bō v japonskih borilnih veščinah in standardne dimenzije tatamija. Ker se ta uporabljajo za pokrivanje tal v večini japonskih hiš, se talne površine še vedno običajno ne merijo v kvadratnih metrih, ampak v tatamijih, ki so enakovredni polovici kvadratnega kena.

## Beseda
Med izposojenimi besedami japonskega izvora sta ken in ma izpeljana iz branja istega znaka 間.
Ta kandži grafično združuje 門 »vrata« in 日 »sonce«. Prejšnja različica znaka 閒 je bila napisana z 月 »luna« in ne s »soncem«, ki prikazuje »門 vrata, skozi špranjo katerih 月 kuka mesečina«.
Različne japonske izgovorjave 間 vključujejo kitajsko branje on'jomi (iz šjian 間 ali 间 »soba; med; vrzel; interval«) kan »interval; prostor; med; med; nesoglasje; ugodna priložnost« ali ken »šest čevljev; in kun'jomi domače japonske razlage ai za »interval; med; srednje; križanec«, aida ali avai za »prostor; interval; vrzel; med; med; na sredini; na poti; razdalja; čas; obdobje; odnos« ali ma za »prostor; soba; interval; premor; počitek (v glasbi); čas; nekaj časa; prosti čas; sreča; čas; harmonija«.

## Zgodovina
Ken temelji na kitajskem džjanu. Uporablja isti kitajski znak kot korejski kan.
Proporci stavbe so bili (in se do določene mere še vedno) merijo v kenih, kot na primer v primeru Enrjaku-džijeve Konponču-do (Glavne dvorane), ki meri 11 × 6 polj (37,60 m × 23,92 m) , od katerih je 11 × 4 posvečenih vernikom. Znotraj stavb je bil razpoložljivi prostor pogosto razdeljen na kvadrate, ki so merili en ken v kvadrat in vsak kvadrat je bil nato imenovan ma (間), izraz, zapisan z isto kitajsko pismenko kot ken. Tradicionalne stavbe običajno merijo liho število polj, na primer 3 × 3 ali 5 × 5. Vrsta tempeljskih vrat, imenovana rōmon, imajo lahko dimenzije od 5 × 2 odprtini do pogostejših 3 × 2 odprtini do celo 1 × 1 odprtino. Zen bucuden na ilustraciji navzven meri 5 × 5 ken, ker je njegovo jedro 3 × 3 ken (moja) obdano z 1-ken prehodom, imenovanim hisaši.
Vrednost kena se je lahko spreminjala od stavbe do stavbe, vendar je bila običajno nespremenjena znotraj iste strukture. Lahko pa obstajajo izjeme. Mere majhnega hondena Kasuge Taiše so na primer 1 × 1 v kenih, vendar 1,9 × 2,6 v metrih. V primeru hondena Izumo Taiša je ken 6,32 m, kar je precej nad standardno vrednostjo.
Razdalja med stebri je bila zelo zgodaj standardizirana in se je začela uporabljati kot merska enota. Zlasti zemljišče je bilo izmerjeno na podlagi kena. Enota se je rodila iz potrebe po merjenju površine zemlje za izračun davkov. V času Tojotomija Hidejošija (16. stoletje) je ken znašal približno 1,97 m, vendar ga je okoli leta 1650 šogunat Tokugava zmanjšal na 1,818 m, posebej za povečanje davkov. Po obdobju Edo se je ken začel imenovati kjoma (京間).